# Osmia cyanella
Osmia cyanella är en biart som beskrevs av Cockerell 1897. Osmia cyanella ingår i släktet murarbin, och familjen buksamlarbin. Inga underarter finns listade i Catalogue of Life.